# Wolxheim
Wolxheim település Franciaországban, Bas-Rhin megyében. Lakosainak száma 963 fő (2022. január 1.). Wolxheim Avolsheim, Dachstein, Dahlenheim, Ergersheim, Molsheim és Soultz-les-Bains községekkel határos.

## Népesség
A település népessége az elmúlt években az alábbi módon változott:
| Lakosok száma | 927  | 945  | 967  | 963  | 972  | 969  | 967  | 965  | 963  |
|               | 2013 | 2015 | 2016 | 2017 | 2018 | 2019 | 2020 | 2021 | 2022 |